# The Weeknd
Pour les articles homonymes, voir Week-end (homonymie).
The Weeknd, nom de scène d'Abel Makkonen Tesfaye (en amharique : አበል መኮነን ተስፋዬ, 'äbäl Mäkonän Täsəfayē) , né le 16 février 1990 à Toronto (Canada), est un chanteur, acteur, auteur-compositeur-interprète et producteur canadien. Le 1er janvier 2023, son single Blinding Lights devient le plus écouté de tous les temps sur Spotify, dépassant Shape of You d’Ed Sheeran.
Il commence sa carrière musicale en 2009 en publiant anonymement de la musique sur YouTube. Il fonde le label XO en 2011 et publie ses premières mixtapes House of Balloons, Thursday, et Echoes of Silence. Il acquiert rapidement du succès et la reconnaissance de plusieurs médias en raison de son style de RnB contemporain sombre et de la part de mystère entourant son identité.
En 2012, il signe un contrat avec le label Republic Records et réédite les mixtapes dans l'album compilation Trilogy. Son premier album studio, Kiss Land, sort en 2013. Son deuxième album, Beauty Behind the Madness, mis en vente en 2015 et comprenant les singles classés en tête du Billboard Hot 100 Can't Feel My Face et The Hills, remporte le prix du « meilleur album urbain contemporain » aux Grammy Awards. Il fait partie des albums les plus vendus de l'année. Starboy, le troisième album, connait un succès commercial et remporte également le prix du meilleur album urbain contemporain aux Grammy Awards. Son quatrième album, After Hours, affiche plusieurs chansons en tête du classement Billboard Hot 100 telles que Heartless, Save Your Tears et Blinding Lights ; ce dernier single est d’ailleurs devenu la première chanson de l'histoire à passer plus d'un an dans le top 10 du Billboard Hot 100 et est la chanson la plus écoutée sur la plateforme musicale Spotify en 2020.
Le chanteur obtient plusieurs récompenses et est nommé pour un Oscar du cinéma dans la catégorie meilleure chanson originale. Il détient plusieurs records dans les palmarès, devenant ainsi le premier artiste avec plusieurs chansons dans le même classement Billboard. En février 2015, le Walk of Fame du Canada lui attribue le prix Allan Slaight. Elton John le classe parmi les 100 personnes les plus influentes de l'année 2020 pour le magazine Time.
Il a une voix notable avec un fausset et un trémolo. Il influence des artistes dans de nombreux styles de musique contemporaine, notamment la pop, le hip-hop et le RnB.

## Biographie

### Enfance
Abel Makkonen Tesfaye est issu d'une famille d'origine éthiopienne, ses parents, Makkonen et Samra Tesfaye, ayant émigré vers le Canada. Il est enfant unique et, après la séparation de ses parents, sa grand-mère maternelle et sa mère l'élèvent en lui apprenant l'amharique,. Il se confie à propos de son père : « Je l'ai vaguement vu quand j'avais six ans, puis à nouveau quand j'avais onze ou douze ans, et il avait une nouvelle famille et des enfants. Je ne sais même pas où il vivait - je le voyais uniquement pour une soirée. Je suis sûr que c'est un type bien. Je ne l'ai jamais jugé. Il n'était pas violent, il n'était pas alcoolique, ce n'était pas un connard. Il n'était juste pas présent pour moi ».
Abel décrit son adolescence comme ressemblant au film Kids « sans le SIDA ». Il explique avoir commencé à fumer de la marijuana à l'âge de onze ans, puis avoir consommé de l'ecstasy, de l'oxycodone, du Xanax, de la cocaïne, de la psilocybine et de la kétamine. Il avoue qu'il effectuait souvent du vol à l'étalage pour compléter sa consommation de drogues.

### Carrière

#### 2009-2011: ses débuts
En août 2009, le chanteur canadien met en ligne la chanson Do It. L'année suivante, Tesfaye rencontre Jeremy Rose, un producteur qui a l'idée d'un projet musical de R&B contemporain sombre. Après avoir présenté l'idée au musicien Curtis Santiago, Rose fait écouter à Tesfaye l'un de ses morceaux instrumentaux, pour qu'il rappe en freestyle dessus, bien que les premiers essais de ce dernier ne comportent pas beaucoup de rap. Cela a conduit les deux hommes à collaborer sur un album. Rose produit trois chansons - What You Need, Loft Music et The Morning - et d'autres sur lesquelles le chanteur a travaillé, mais qui sont finalement abandonnées. Rose laisse Tesfaye garder les titres qu'il a produit à condition d'être crédité. Les trois chansons produites sont mises en ligne et attirent l'attention du rappeur Drake. Les médias, tels que Pitchfork et le New York Times, prennent connaissance des chansons et en font une bonne critique. Avant d'adopter le nom de scène The Weeknd, le chanteur utilise les pseudonymes « The Noise » et « Kin Kane ». Son nom de scène est un hommage au moment où, avec son meilleur ami et futur directeur créatif La Mar Taylor, il abandonne le lycée à dix-sept ans, prend un matelas et « part un week-end sans jamais revenir à la maison ». Cependant, son ancien producteur Jeremy Rose, affirme que le nom est son idée. La lettre « E » est exclue pour éviter les problèmes de marque déposée avec le groupe canadien The Weekend.
Abel fait la connaissance des directeurs musicaux Sal Slaiby et Amir Esmailian en 2011, avec qui il fonde le label XO Records. Le 21 mars 2011, il publie sa première mixtape House of Balloons sous ce label. La mixtape comprend des productions de Illangelo et Doc McKinney, et inclut les morceaux écrits par Rose, bien qu'il ne soit pas crédité. La chanson titre, basée sur un sample de Happy House de Siouxsie and the Banshees, reçoit les faveurs de Pitchfork, et House of Balloons est salué favorablement par la presse. La mixtape est sélectionnée parmi les dix nommés pour le Prix de musique Polaris de 2011. L'un de ses premiers concerts s'est tenu devant l'association Black Students de l'université de Toronto en avril 2011. En juillet 2011, il effectue une tournée à Toronto, avec sa première performance au Mod Club Theatre. Drake est présent pour assister à la performance, qui dure 2 h. À la fin du concert, les deux artistes parlent de collaborer ensemble et Abel Tesfaye se produit en première partie des concerts du rappeur ainsi qu'au festival OVO Fest. Durant l'été, les deux artistes collaborent sur l'album Take Care. En août, il publie une deuxième mixtape Thursday. Une troisième mixtape, Echoes of Silence est également publiée en fin d'année 2011.

#### 2012-2014:TrilogyetKiss Land

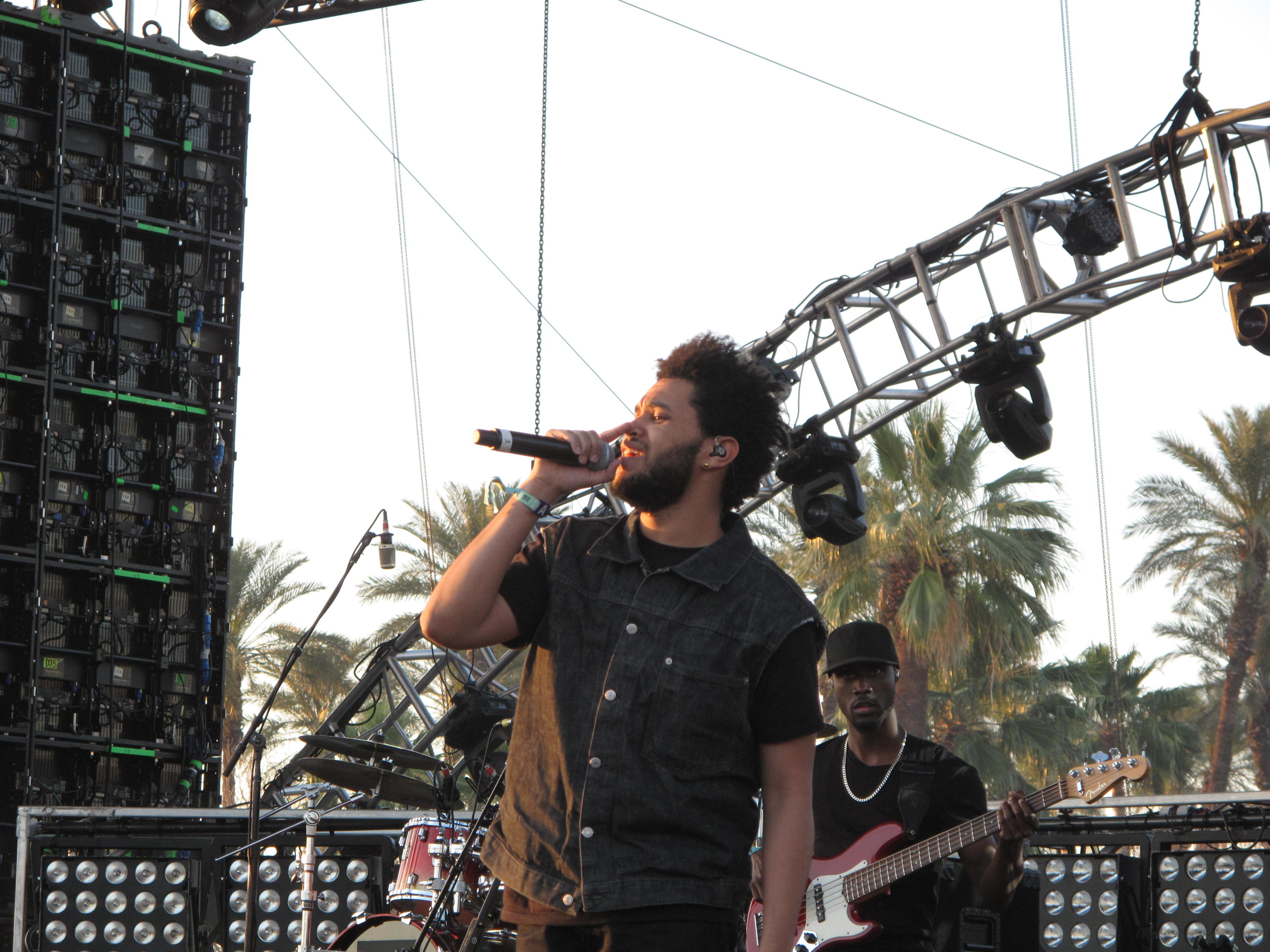
The Weeknd en concert au Festival Coachella en 2012.

Abel entame sa première tournée internationale en avril 2012, comprenant une performance au festival Coachella, des concerts à guichets fermés au Bowery Ballroom de New York, qui font l'objet d'une note positive du magazine Rolling Stone, et de la part de divers festivals européens, notamment Primavera Sound Festival en Espagne et au Portugal, ainsi que le Wireless Festival en Angleterre. Sa performance au Wilton's Music Hall de Londres se déroule avec la présence Katy Perry et Florence Welch et il reprend la chanson Dirty Diana de Michael Jackson. En septembre 2012, le chanteur rejoint le label Republic Records, une filiale d'Universal Music Group, dans le cadre d'une collaboration avec son label XO. En décembre, l'album compilation Trilogy, regroupant ses précédentes mixtapes ainsi que trois nouvelles chansons, est sorti. L'album se classe en quatrième position du classement Billboard 200 aux États-Unis, avec plus de 86 000 exemplaires vendus et débute également à la cinquième place du classement Canadian Albums Chart. L'album est certifié platine par la Recording Industry Association of America et double platine par Music Canada en mai 2013. Une semaine plus tard, il obtient une nomination au Sound of… de l'année 2013 par la BBC.
Le 16 mai 2013, le chanteur présente en avant-première le titre de son premier album studio Kiss Land, et annonce que la date de sortie de l'album est prévue le 10 septembre. L'album est promu par les singles Belong to the World et Live For en duo avec le rappeur Drake. Il part en tournée du 6 septembre au 25 novembre 2013. À sa sortie, Kiss Land se positionne à la deuxième place du classement Billboard 200. L'album se vend à plus de 273 000 exemplaires aux États-Unis et reçoit des critiques généralement positives de la part des médias. Il fait la première partie de la tournée The 20/20 Experience World Tour de Justin Timberlake. Tesfaye apparaît sur le titre Elastic Heart de Sia pour le film Hunger Games. Le chanteur reprend le titre Drunk in Love de la chanteuse Beyoncé, en conservant le thème et le concept de la chanson mais à travers le point de vue d'un homme en février 2014. Sa première tournée, le King of the Fall Tour, se déroule à travers les États-Unis entre septembre et octobre 2014 avec Schoolboy Q et Jhené Aiko en première partie. Après la tournée, il enregistre Love Me Harder, en duo avec la chanteuse Ariana Grande,. Le titre Earned It, la bande originale du film Cinquante Nuances de Grey sorti en 2015, lance la carrière du chanteur à l'international.

#### 2015-2017:Beauty Behind The MadnessetStarboy
Il interprète Earned It en duo avec Alicia Keys à la cérémonie des BET Awards en juin 2015. The Hills, sorti en version numérique, se place 20e dans le classement Billboard Hot 100. Le titre Can't Feel My Face faisant l'objet d'une fuite sur internet, est publiée par le chanteur juste après sa performance à l'Apple Worldwide Developers Conference. Il devient le premier artiste à avoir trois chansons occupant le podium du classement Billboard Hot RnB Songs simultanément. Tesfaye apparaît comme étant le nouveau visage du service Apple Music aux côtés du rappeur Drake,. Le 28 août 2015, son second album Beauty Behind the Madness est mis en vente et débute en tête du classement Billboard 200. Il est en tête d'affiche de plusieurs grands festivals tels que Lollapalooza, Hard Fest, Bumbershoot,,. Le chanteur annonce faire une tournée, The Madness Fall Tour à travers les États-Unis entre novembre et décembre 2015. Après avoir collaboré avec de nombreux artistes comme Belly, Meek Mill et Travis Scott, il apparait sur le single Low Life du rappeur Future. Il est également présent sur le titre FML du rappeur Kanye West. Avec le rappeur, Tesfaye enregistre un autre single, Tell Your Friends, apparaissant dans l'album Beauty Behind The Madness.
Un nouvel album intitulé Starboy, produit par le duo français Daft Punk est annoncé en août 2016 et commercialisé en novembre 2016. Il publie sur la plateforme YouTube un court métrage nommé M A N I A, produit par Grant Singer, en dévoilant les titres de son album. Starboy : Legend of the Fall Tour est la troisième tournée du chanteur afin de promouvoir son album du même nom. Elle débute en février 2017 à Stockholm en Suède et se termine en décembre 2017 à Perth en Australie,.

#### 2018-2020:My Dear MelancholyetAfter Hours

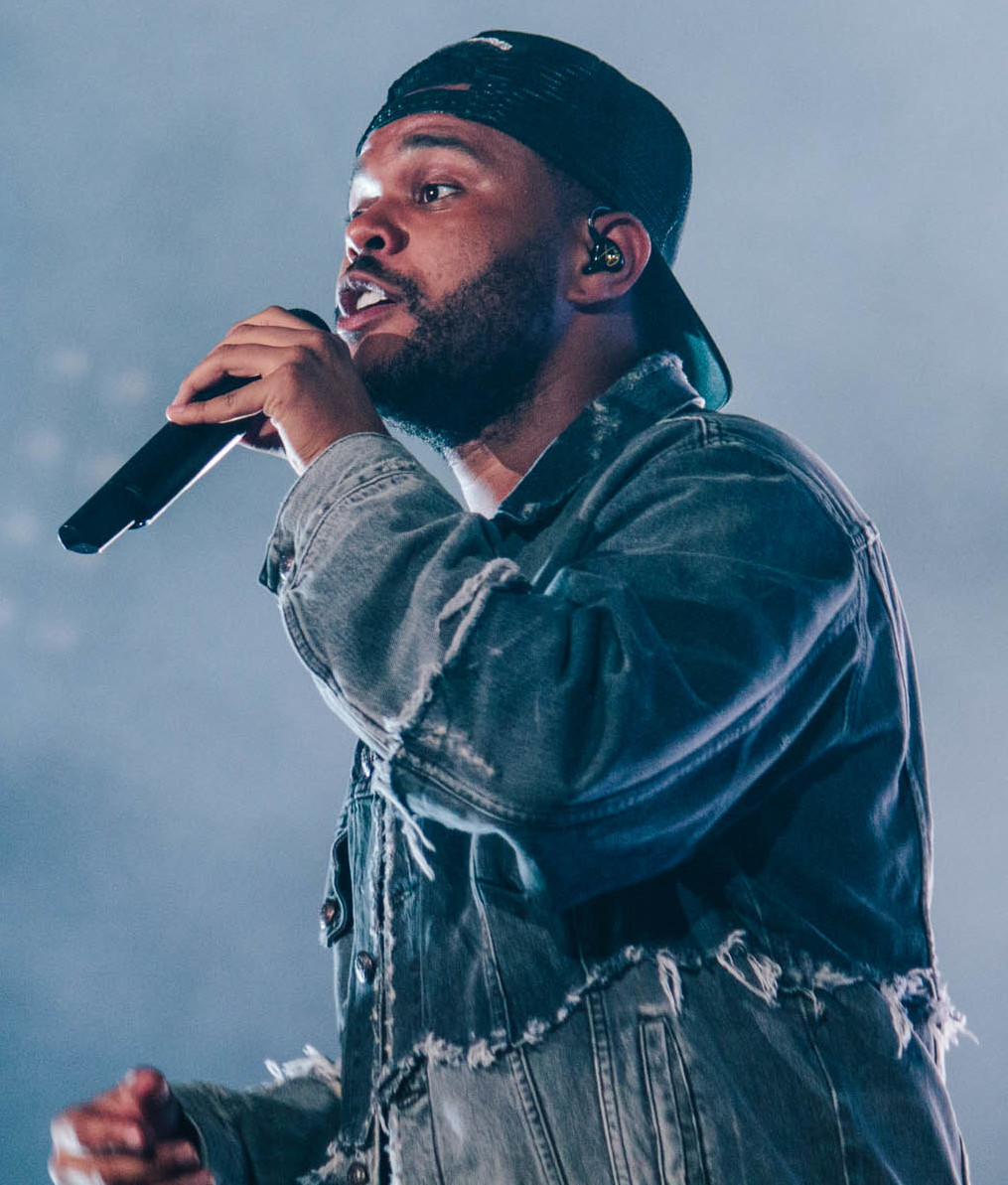
The Weeknd en concert en 2018

Fin janvier 2018, la liste de l'album de la bande originale du film Black Panther est révélée et comprend Pray for Me, un duo entre Kendrick Lamar et Tesfaye. Après avoir fuité sur internet, son premier EP, My Dear Melancholy est publié,. En juin 2018, l'artiste annonce une émission de radio, Memento Mori, diffusée uniquement sur Beats 1,. Il réalise une compilation, intitulée The Weeknd in Japan, uniquement disponible au Japon.
Le chanteur et le DJ français Gesaffelstein enregistrent une chanson, Lost in the Fire, publiée en janvier 2019. Power Is Power, sortie en avril 2019 est une collaboration entre The Weeknd, la chanteuse SZA et le rappeur Travis Scott, pour l'album For the Throne: Music Inspired by the HBO Series Game of Thrones réalisé pour la série Game of Thrones. Lors d'une promotion publicitaire pour la marque automobile Mercedes-Benz, où le chanteur apparaît, un extrait de Blinding Lights, single de l'album After Hours est entendu. Le titre de l'album ainsi que sa date de sortie sont dévoilés en février 2019. Il annonce également une tournée, The After Hours Tour pour la fin de l'année 2020 mais reporte pour 2022 à cause de la pandémie de Covid-19. Quelques mois plus tard, il collabore avec Juice Wrld, Calvin Harris et Ariana Grande. Il publie également des remix de ses chansons comme Blinding Lights avec la chanteuse espagnole Rosalía, In Your Eyes avec la rappeuse Doja Cat ou Save Your Tears avec la chanteuse Ariana Grande.

Pensant être nommé au moins une fois lors de la cérémonie des Grammy Awards, le chanteur critique la Recording Academy sur les réseaux sociaux, l'accusant de corruption. Les spéculations se multiplient sur l'annonce de sa prochaine prestation lors du spectacle de la mi-temps du Super Bowl LV, ainsi que la différence de nomination entre la musique pop et le R&B, qui contribuent à ces refus. En réponse à la controverse, le président adjoint de l'Académie, Harvey Mason, Jr., fait une déclaration : 

« Nous comprenons que The Weeknd soit déçu de ne pas être nommé. Je suis surpris et je peux comprendre ce qu'il ressent. Cette année, sa musique est excellente et ses contributions musicales et au monde en général sont dignes de l'admiration de tous. Nous sommes ravis d'apprendre qu'il se produit lors du prochain Super Bowl et nous aurions aimé qu'il se produise également sur la scène des Grammy le week-end précédent. Malheureusement, chaque année, le nombre de nominations est inférieur au nombre d'artistes méritants. Mais en tant que seul prix musical voté par les pairs, nous continuerons à reconnaître et à célébrer l'excellence de la musique tout en mettant en lumière les nombreux artistes extraordinaires qui composent notre communauté mondiale. Pour être clair, le vote dans toutes les catégories prend fin bien avant l'annonce de la performance de The Weeknd au Super Bowl, ce qui n'a en aucun cas affecté le processus de nomination. Tous les nommés aux Grammy sont reconnus par le corps électoral pour leur excellence, et nous les félicitons tous. »

En janvier 2021, Abel répond que ses précédents Grammy Awards n'ont plus aucune valeur pour lui.

#### Depuis 2021: mi-temps du Super Bowl LV etDawn FM
Le 5 février 2021, le chanteur publie sa deuxième compilation qui reprend ses plus grands succès, intitulée The Highlights. Deux jours plus tard, il chante pendant la mi-temps du Super Bowl LV. Les critiques de la performance sont mitigées, cependant, cela peut être dû à la qualité du microphone et à l'audio de la performance en direct. Le show est nommé dans trois catégories différentes lors de la 73e cérémonie des Primetime Emmy Awards. Pour célébrer les dix ans de la sortie de l'album House of Balloons, le chanteur réédite l'album.
Il remporte son premier Brit Awards quelques jours plus tard dans la catégorie artiste masculin à l'international en solo, qui lui est remis par l'ancienne première dame des États-Unis, Michelle Obama. Le 25 juin, Tesfaye est apparu sur le single You Right de Doja Cat, extrait du troisième album studio de la chanteuse, Planet Her. En août 2021, le chanteur annonce un nouveau single, Take My Breath. Il apparaît sur l'album DONDA du rappeur Kanye West avec le titre Hurricane.
Lors d'un épisode du podcast Memento Mori, diffusé en octobre 2021, il annonce que son cinquième album est terminé. Il avoue que sa prochaine tournée, initialement intitulée « The Afters Hours Tour », change de nom pour The After Hours Til Dawn Tour et de lieu, se déroulant plutôt dans les stades à partir de l'été 2022. Le même mois, il apparaît sur le titre Moth to a Flame du groupe Swedish House Mafia,. Début novembre, il chante en duo avec Post Malone sur le titre One Right Now. Il collabore a nouveau avec la chanteuse Rosalía sur le titre La Fama pour le troisième album de la chanteuse.
Début janvier 2022, il annonce la sortie de son album, Dawn FM en collaboration avec plusieurs artistes dont Quincy Jones, Lil Wayne, Tyler, The Creator et Jim Carrey,.
En décembre 2022, il participe à la bande son du film Avatar : La Voie de l'eau avec la chanson Nothing Is Lost (You Give Me Strength),,.
Le chanteur annonce, en mai 2023, lors d'une interview pour le magazine Vanity Fair, vouloir changer de nom,.
En juillet 2024, il annonce la sortie d'un nouvel album en partageant un premier teaser de son futur album ainsi qu'un concert unique à São Paulo, prévu le 7 septembre.
Le 25 janvier 2025 il sort son album Hurry up Tomorrow en collaboration avec plusieurs artistes dont Playboi Carti, Lana Del Rey et le groupe de musique électronique français Justice.

### Autres activités

#### Acteur
Abel est cinéphile, et fait de nombreuses références au cinéma dans ses clips et ses teasers. Lors du festival du film de Telluride, les médias découvrent que le chanteur joue dans le film Uncut Gems. Invité en tant qu'artiste musical dans l'émission Saturday Night Live en mars 2020, il chante lors de la parodie On the couch aux côtés des acteurs Kenan Thompson et Chris Redd (en). En mai 2020, il est co-auteur et interprète un personnage dans la série animée American Dad!. Lors du 200e épisode de la série Robot Chicken, le chanteur prête sa voix pour trois personnages différents. Il annonce, en juin 2021, qu'il co-écrit, produit et joue dans la série The Idol, diffusée sur la plateforme HBO.
Il est l'acteur principal du film "Hurry Up Tomorrow", sorti le 16 mai 2025 et portant le même nom que son album sorti quelques semaines plus tôt, dans lequel Il partage l'affiche avec l'actrice Jenna Ortega et l'acteur Barry Keoghan. Ce thriller psychologique met en scène la confrontation intérieure entre Abel Tesfaye et son alter ego The Weeknd. Le scénario s’inspire d’un épisode de sa carrière, lorsque le chanteur avait dû interrompre un concert en raison d’une extinction de voix en septembre 2022.

#### Business
Pendant la tournée The Kiss Land Fall Tour, il collabore avec la marque de préservatifs ONE, ces derniers sont distribués avant ses concerts. En novembre 2015, le chanteur collabore avec la société américaine Pax Labs afin de sortir une édition limitée du vaporisateur PAX 2, une cigarette électronique qui peut être utilisée lors de la tournée The Madness Fall Tour. Sur la face de la cigarette électronique, le logo « xo » y est apposé et lorsqu'elle s'allume, la musique The Hills débute,. En achetant un pack VIP pour le concert, les fans reçoivent une cigarette électronique. Le directeur marketing de la marque, Richard Mumby déclare « La musique et la mode sont des alliances naturelles pour PAX… C'est l'occasion idéale de combiner le style de The Weeknd avec notre technologie ». Un partenariat entre le chanteur et la marque Puma se concrétise en novembre 2016. La disponibilité de la collection coïncide avec la sortie de l'album Starboy. Quelques pop-up stores ouvrent en Amérique du Nord, notamment à New York, Los Angeles et à Toronto. Grâce à ce partenariat, il lance une collection capsule nommée « Puma x XO ».
Une collection entre Tesfaye et la marque H&M est dévoilée au printemps 2017 et est lancée en mars 2017 puis une deuxième collection fait son apparition en automne 2017,. En 2018, après un incident, causé par un pull jugé raciste et que le chanteur déclare comme « offensant », il décide d'arrêter sa collaboration avec la marque,. En 2018, le chanteur travaille en partenariat avec les stylistes et artistes Alexander Wang et Futura 2000,. Lors de la New York Comic Con, le chanteur révèle qu'une bande dessinée en collaboration avec Marvel Comics dont il est le personnage principal et est disponible en juin 2018. Entre 2018 et 2020, il effectue deux collaborations avec la marque A Bathing Ape,,.
En 2019, le chanteur achète la société canadienne d'Esport, OverActive Media Group et devient ambassadeur mondial pour les propriétaires de Splyce et de l'Overwatch League. Le 31 août 2020, Tesfaye s'associe à TD Bank pour lancer Black HXOUSE (connu sous le nom de HXOUSE), une initiative entrepreneuriale. Le premier ministre canadien, Justin Trudeau offre 221 millions de dollars en septembre 2020 pour créer une co-entreprise avec HXOUSE pour les entrepreneurs noirs du Canada. Une collection d'œuvre d'art visuelle ainsi qu'une chanson inédite du chanteur sont vendues aux enchères sous forme de jeton non fongible sur internet en 2021.

### Vie privée
Le chanteur s'abstient de participer à des interviews, choisissant de communiquer via X (anciennement Twitter), ce qu'il explique par une timidité et un manque d'estime de soi.
Début 2015, Abel Tesfaye fréquente la mannequin américaine de parents palestinien et néerlandais Bella Hadid. Ils sont aperçus ensemble au Coachella Festival la même année,. La jeune femme apparaît dans le clip de la chanson In the Night du chanteur,. Ils apparaissent sur le tapis rouge, pour la première fois ensemble, lors de la 58e cérémonie des Grammy Awards,. Le couple rompt en novembre 2016 pour des raisons de conflits d'emploi du temps.
En 2017, le chanteur entame une nouvelle relation avec la chanteuse Selena Gomez. Ils emménagent ensemble en septembre 2017 puis finissent par rompre un mois plus tard,.
Entre mai 2018 et août 2019, Tesfaye s'engage à nouveau dans une relation avec son ex-petite amie Bella Hadid.
Afin de surmonter le syndrome de la page blanche, le chanteur se drogue et abuse de substances illégales telles que la kétamine, la cocaïne, la MDMA, les champignons hallucinogènes et l'antitussif,. Il raconte, en août 2021, lors d'une interview pour le magazine GQ être « presque totalement sobre » et « Je ne suis plus un buveur [d'alcool] comme j'ai pu l'être auparavant. La romance avec la boisson n'existe plus ».
Abel Tesfaye,au début de sa carrière musicale, arbore une coiffure inspirée par l'artiste Jean-Michel Basquiat.
Bien qu'il ait habité dans un appartement de la Trump Tower canadienne, le chanteur annule son apparition sur le plateau de l'émission Jimmy Kimmel Live! en raison de la présence du président Donald Trump.
Abel affirme être de confession orthodoxe éthiopienne.

## Polémiques
En 2013, il est accusé d'avoir utilisé sans autorisation un sample du titre Machine Gun du groupe Portishead sur le titre Belong to the World,.
En janvier 2019, il est vivement critiqué pour les paroles de Lost in the Fire. Il définit l'attraction entre deux femmes comme étant « une phase » et est accusé d'homophobie,.

## Affaires judiciaires
En janvier 2015, Tesfaye est arrêté pour avoir frappé un agent de police de Las Vegas qui montait dans un ascenseur pour arrêter une bagarre. Le chanteur plaide nolo contendere et est condamné à 50 heures de travaux d'intérêt général.
Il est poursuivi en justice en décembre 2015 par la société Cutting Edge Music qui affirme que la ligne de basse de la chanson The Hills est un plagiat du film The Machine,.
Le chanteur est à nouveau poursuivi en justice avec le duo Daft Punk pour la chanson Starboy, accusé d'avoir plagié un poète, écrivain et chanteur éthiopien. Il réfute ces accusations.
Il est poursuivi en justice par un groupe britannique en avril 2019, qui l'accuse de violation du droit d'auteur pour avoir plagié leur chanson I Need to Love afin de créer sa chanson A Lonely Night et ils demandent 150 000 dollars au chanteur. Le procès est rejeté en août 2019 par un jugement provisoire, le tribunal jugeant qu'ils n'ont pas réussi à démontrer que Tesfaye ou toute autre personne impliquée dans la création de A Lonely Night a accès à leur chanson ou que les œuvres sont substantiellement similaires.
Le chanteur est à nouveau accusé de plagiat avec le rappeur Kendrick Lamar par le groupe Yeasayer en 2020. Le groupe affirme que la chanson Pray For Me comprend un sample de Sunrise. Plus tard dans l'année, le groupe abandonne volontairement les poursuites judiciaires.
Le 17 septembre 2021, le groupe Eppiker porte plainte contre Tesfaye pour violation du droit d'auteur. Le chanteur canadien est accusé d'avoir plagié une partie de leur titre Vibeking pour la réalisation du morceau Call Out My Name sorti en 2018.

## Styles musicaux

### Influences
Tesfaye cite Michael Jackson, Prince, R. Kelly, Aster Aweke comme étant ses principales inspirations musicales. Ce sont les paroles de la chanson Dirty Diana de Michael Jackson qui le poussent à devenir chanteur. Il grandit en écoutant une variété de genres musicaux, dont la soul, le hip-hop, le funk, le rock indépendant et le post-punk. Il déclare : « J'ai toujours eu une admiration pour l'époque qui précède ma naissance. On peut entendre dans ma première mixtape que les années 1980 — Siouxsie and the Banshees, Cocteau Twins — jouent un rôle important dans ma musique ». Il mentionne également Deftones comme l'une de ses influences lors de la création de House of Balloons, Thursday et Echoes of Silence. Lana Del Rey, David Bowie, The Smiths, Bad Brains, Talking Heads, DeBarge, 50 Cent, Wu-Tang Clan et Eminem font partie de ses inspirations,,,,,. Lorsque Daft Punk annoncent leur séparation en 2021, le chanteur canadien fait des compliments lors d'une interview pour le magazine Variety, déclarant : « Ces gars-là sont l'une des raisons pour lesquelles je fais de la musique, donc je ne peux même pas les comparer à d'autres personnes ».

### Écriture et production
Ses chansons sont « composées autour d'une production brumeuse et crépusculaire avec de lents tempos, des basses et des échos désespérés »,. Sa musique intègre des samples de punk rock et du rock alternatif mélangés au RnB contemporain. En concert, Tesfaye se réapproprie ses productions numérisées sous forme de suite d'Arena rock esthétique. Ses paroles sont émotives et plaintives, exprimant un sentiment de souffrance. Il traite également des tabous tel que le sexe, la drogue, la fête dans les albums After Hours et House of Balloons. Son style musical est défini comme étant un mélange de RnB contemporain, RnB alternatif, pop, electropop et synthpop. Certaines musiques sont influencées par le style pop des années 1980 légèrement psychédélique.

### Voix
Il chante souvent dans un registre léger avec un ton séduisant. J. D. Considine, un critique de la musique, trouve que le trémolo de son chant est similaire à celui de Michael Jackson, mais qu'il évite la base solide du blues de Jackson pour un mélisme plus influencé par la musique arabe. Le chanteur possède une large gamme vocale ténor légèrement lyrique, qui s'étend sur quatre octaves. Son point le plus bas atteint la note do2 et son point le plus haut peut atteindre la note sol#5 avec une tessiture naturelle dans la quatrième octave grave. Il utilise également sa voix de tête pour créer une résonance et émettre de fortes notes aiguës en cinquième octave.

## Distinctions
Le chanteur remporte quatre Grammy Awards, dix-neuf Billboard Music Awards, cinq American Music Awards, deux MTV Video Music Awards, quinze Prix Juno et reçoit une nomination aux Oscars du cinéma pour la meilleure chanson originale. En février 2015, le Walk of Fame Canadien lui décerne le prix Allan Slaight pour « avoir un impact positif dans les domaines de la musique, du cinéma, de la littérature, des arts visuels ou du spectacle, du sport, de l'innovation ou de la philanthropie ». Ce prix lui est à nouveau décerné en décembre 2022 « en reconnaissance de son activisme social et de son soutien bienveillant aux intérêts et causes humanitaires »,.

## Discographie

### Albums studio
- 2013 : Kiss Land
- 2015 : Beauty Behind the Madness
- 2016 : Starboy
- 2020 : After Hours
- 2022 : Dawn FM
- 2025 : Hurry Up Tomorrow

## Tournées
- 2012 : The Fall Tour
- 2013 : The Kiss Land Fall Tour
- 2014 : King of the Fall Tour
- 2015 : The Madness Fall Tour
- 2017 : Starboy: Legend of the Fall Tour
- 2018 : The Weeknd Asia Tour
- 2022-2025 : The After Hours Til Dawn Tour

## Filmographie
Sauf indication contraire, les informations mentionnées dans cette section peuvent être confirmées par la base de données cinématographiques IMDb,  présente dans la section « Liens externes ».

### Acteur
- 2019 : Uncut Gems de Joshua et Ben Safdie : lui-même[191] ;
- 2020 : American Dad!, saison 15, épisode La Naissance d'un starboy (A Starboy is Born) : lui-même[192] ;
- 2020 : Robot Chicken, saison 10, épisode Endgame (fin du jeu) : plusieurs personnages[193] ;
- 2022 : Les Simpson, saison 33, épisode Bart le gamin cool (Bart the Cool Kid) : Orion Hughes / Darius Hughes[194] ;
- 2022 : The Idol : Tedros[195].
- 2025 : Hurry Up Tomorrow de Trey Edward Shults : Abel Tesfaye / The Weeknd

### Auteur-compositeur-interprète
- 2020 : American Dad!, saison 15, épisode La Naissance d'un starboy (A Starboy is Born) - compositeur et interprète des chansons originales[196].

### Scénariste
- 2020 : American Dad!, saison 15, épisode La Naissance d'un starboy (A Starboy is Born)[196].
- 2022 : The Idol - co-créateur (crédité sous le nom d'Abel Tesfaye)[197].

### Réalisateur
Abel Tesfaye a réalisé lui-même plusieurs de ses propres clips :
- 2012 : Wicked Game
- 2012 : Rolling Stone
- 2012 : The Zone
- 2018 : Try Me